# Tom Lawson
Tom Lawson (* 15. August 1979 in Whitby, Ontario) ist ein ehemaliger kanadischer Eishockeytorwart, der in seiner aktiven Zeit von 1998 bis 2010 unter anderem für den HK Sibir Nowosibirsk in der Kontinentalen Hockey-Liga gespielt hat.     

## Karriere
Tom Lawson begann seine Karriere als Eishockeyspieler bei den Markham Waxers, für die er in der Saison 1998/99 in der Ontario Junior Hockey League aktiv war. Anschließend besuchte er ein Jahr lang die Bowling Green State University, für deren Eishockeymannschaft er parallel in der Central Collegiate Hockey Association spielte. In der Saison 2000/01 gab der Torwart sein Debüt im professionellen Eishockey für die Knoxville Speed aus der United Hockey League. Parallel absolvierte er ein Spiel für die Cincinnati Mighty Ducks in der American Hockey League. Die folgende Spielzeit verbrachte er bei den Anchorage Aces aus der West Coast Hockey League, für die er jedoch nur in einem einzigen Spiel zwischen den Pfosten stand. Zur Saison 2002/03 kehrte er in die United Hockey League zurück und unterschrieb dort einen Vertrag bei den Fort Wayne Komets, mit denen er auf Anhieb den Colonial Cup gewann. Er selbst wurde als bester Torwart der Liga ausgezeichnet sowie zum wertvollsten Spieler der Playoffs und in das erste All-Star Team der UHL gewählt.  
Von 2003 bis 2005 lief Lawson regelmäßig für die Hershey Bears in der AHL auf. Parallel kam er zu zwei Einsätzen für die Reading Royals in der ECHL. In der ECHL spielte er auch in der Saison 2005/06, jedoch für die San Diego Gulls, bei denen er 30 Mal im Tor stand. Parallel bestritt er sieben Spiele für die Lowell Lock Monsters aus der AHL. Zur Saison 2006/07 wechselte der Kanadier erstmals nach Europa, wo er regelmäßig für Lukko Rauma in der finnischen SM-liiga zum Einsatz kam. In der Saison 2007/08 schloss er sich dem HK ZSKA Moskau aus der russischen Superliga an. Bei diesem gehörte er als Stammkraft zu den statistisch besten Torwärten der gesamten Liga. Die folgenden eineinhalb Jahre verbrachte er beim HK Sibir Nowosibirsk aus der neu gegründeten Kontinentalen Hockey-Liga. Dort konnte er in seinem zweiten Jahr nicht mehr durchweg überzeugen, sodass er zu Leksands IF aus der HockeyAllsvenskan, der zweiten schwedischen Spielklasse, wechselte. Dort beendete er am Saisonende im Alter von 30 Jahren seine Karriere.   

## Erfolge und Auszeichnungen
- 2003 Colonial-Cup-Gewinn mit den Fort Wayne Komets
- 2003 Bester Torwart der United Hockey League
- 2003 UHL Playoff MVP
- 2003 UHL First All-Star Team